# Błogocice (Ścinawka Górna)
Błogocice (niem. Haindorf b. Tuntschendorf) – przysiółek wsi Ścinawka Górna w Polsce, położony w województwie dolnośląskim, w powiecie kłodzkim, w gminie Radków.
W latach 1975–1998 przysiółek administracyjnie należał do województwa wałbrzyskiego.

## Położenie
Błogocice to niewielka wieś leżąca na granicy Doliny Ścinawki, Gór Suchych i północnej części Wzgórz Włodzickich, na wysokości około 340–380 m n.p.m.

## Historia
Błogocice powstały najprawdopodobniej w pierwszej połowie XVIII wieku w dobrach hr. von Götzena, jako kolonia Tłumaczowa. W 1748 roku mieszkało tu 10 zagrodników i chałupników, a w roku 1782 11 zagrodników. W 1840 roku w miejscowości było 17 domów i młyn wodny. Po 1945 roku Błogocice znacznie wyludniły się, ich dolną część włączono do Ścinawki Górnej, a w górnej pozostały zaledwie 4 gospodarstwa rolne.